# Nikolaj Semjonovič Leskov
Nikolaj Semjonovič Leskov (rusko: Николай Семёнович Лесков), ruski pisatelj in publicist, * 4. februar 1831, vas Gorohovo, Ruski imperij, † 5. marec 1895, Sankt Peterburg.

## Življenje
Rodil se je uradniku in materi iz nižjega zemljiškega plemstva. Otroška leta je preživel na podeželju. Obiskoval je gimnazijo, ki jo je po nekaj letih opustil. Ko je bil star šestnajst let mu je umrl oče in družino zapustil v revščini. Njegovo življenje je močno zaznamovala tetina poroka z Angležem Alexandrom Scottom, ki je delal v Kijevu na univerzi. Uradniško delo je začel v domači provinci in se kasneje zaposlil pri stricu v Kijevu. Začel se je vključevati v življenje univerzitetnih krogov. Imel je težave zaradi pomankanja formalne izobrazbe, to ga ni odvrnilo od interesov. Zanimal se je predvsem za gospodarska in socialna vprašanja. Kot pomemben delavec v stričevem podjetju je prepotoval skoraj vso Rusijo, ki je takrat spreminjala stoletja veljavne norme in navade, da bi se lahko primerjala z razvitimi državami. 
Leta 1853 se je poročil z Olgo Smirnovo in imel dva otroka. Sina Dimitrija, ki je umrl kmalu po rojstvu in hčer Vero.  Leta 1861 se je preselil v Sankt Peterburg in postal novinar in pisatelj. Z ženo nista imela uspešnega zakona, saj je trpela za duševno boleznijo. Leta 1965 se je ponovno poročil z vdovelo  Ekaterino Bubnovo, ki je leto pozneje rodila sina Andreja. Leta 1862 je postal tudi urednik časopisa Severna čebela (Северная пчела).
V začetku ustvarjanja je od leta 1862 do 1869 uporabljal psevdonim M. Stebnitsky (М. Стебни́цкий), kasneje pa je ustvarjal tudi pod drugimi psevdonimi.
V Severni čebeli je 30. maja 1862 objavil članek z zahtevo, da vlada imenuje krivce, ki so povzročali požare. Članek je bil razglašen za ovadbo, saj naj bi ščuval oblast zoper napredno mladino. Zaradi članka, ki v drugem času ne bi bil relevanten, se je zameril liberalnemu krogu in začel tesno sodelovati z desničarskim krogom ter se preselil v tujino.
Zadnjih pet let svojega življenja je bolehal za napadi astme. Njegov grob se nahaja v Sankt Peterburgu na pokopališču Volkovskoye.

## Literarno ustvarjanje
Leskovo ustvarjanje del se je začelo leta 1861 s selitvijo v Sankt Peterburg. Odločil se je da bo postal poklicni pisatelj in novinar. Pred selitvijo je občasno objavljal članke v moskovskih revijah. Leta 1862 začne pisati in objavljati kratka prozna dela. V njegovo literarno ustvarjanje vstopajo elementi publicistike. Njegovo prvo daljše delo izide leta 1864 z naslovom Ni kam, ki je satira na takratne nihiliste. V svoji zgodnji literarni karieri je napisal štiri daljše romane, ki pa niso prinesli veliko branosti. V romanu Otočani se je izogibal temi o političnih razmerah v Rusiji. Roman Na nož (1871) lahko skupaj z romanom Ni kam štejemo v čas antinihilističnih romanov, kakršne sta ustvarjala tudi Turgenjev z romanom Očetje in sinovi (1862) ter Dostojevski. Njegov zadnji roman je bil Soborjani (1872). V njem opisuje življenje ruskega mesteca. Delo je sestavljeno iz več kratkih anekdot, ki na koncu nimajo skupne povezave, zato ga je Leskov opredeljeval kot kroniko. 
Med njegove najbolje prepoznavna kratka dela štejemo roman Lady Macbeth iz Mcenska. Zgodba govori o nezvesti ženi, ki ubije svojega tasta, moža in mladega fanta, da bi lahko bila s svojim ljubimcem. Dimitrij Šostakovič je to zgodbo uglasbil in leta 1934 se je pojavila istoimenska opera. Pod bolj znana kratka romana se štejeta tudi Zapečateni angel in Začarani popotnik. 
V sedemdesetih letih je Leskov začel objavljati različne zgodbe o pravičnih moških. Želel je slediti in pokazati ruski ideal skozi literaturo. Leta 1881 izide zgodba Levičar v kateri je bogat besedni slog, poln neologizmov, od katerih vsak nosi ne le humor, ampak satirična sporočila. V zgodbi se pojavi avtorjevo ustvarjanje z grotesknim, naivnim in preprostim značajem. 
Z željo, da bi bralcem prikazal ideal je Leskov do konca svojega življenja poudarjal bolj didaktično stran književnosti, zato se je tudi začel zanimati za krščanstvo. Posledica tega je, da imajo njegova pozna dela močnejši verski značaj od njegovih zgodnjih. 

## Nekatera dela
- Ni kam (Некуда, 1864)
- Lady Macbeth iz Mcenska (Леди Макбет Мценского уезда, 1865)
- Bojevnik (Вои′тельница, 1866)
- Otočani (Островитяне, 1866)
- Na nož (На ножах, 1870–1871)
- Soborjani (Соборяне, 1872)
- Zapečateni angel (Запечатленный ангел, 1872)
- Začarani romar (Очарованный странник, 1873)
- Na robu sveta (На краю света, 1875)
- Nesmrtni Golovan (Несмертельный Голован, 1880)
- Levičar (Сказ о тульском косом Левше и о стальной блохе, 1881)
- Polnoč (Полунощники, 1891)
- Lov na zajce (Заячий ремиз, 1894)

### Prevodi v slovenščino
- Soborjani  (COBISS)
- Askalonski hudobec: zgodba iz Herodove ječe (COBISS)
- Začarani romar; Nesmrtni Golovan (COBISS)